# Itancourt
Itancourt es una comuna francesa situada en el departamento de Aisne, de la región de Alta Francia.

## Geografía
Está ubicada a 6 km al sureste de San Quintín.

## Demografía
| 540             | 566 | 671 | 751 | 998 | 1 048 | 1 129 | 1 037 |
| (Fuente: INSEE) |     |     |     |     |       |       |       |